# L'Homme coriace
Série
Dolemite
(1975)
Pour plus de détails, voir Fiche technique et Distribution.
L'Homme coriace (The Human Tornadoite) est un film de blaxploitation américain réalisé par Cliff Roquemore et sorti en 1976.

## Fiche technique
- Titre original : The Human Tornadoite
- Titre français : L'Homme coriace
- Réalisation : Cliff Roquemore
- Scénario :
- Photographie :
- Montage :
- Musique :
- Production :
- Société de distribution :
- Pays de production :  États-Unis
- Langue originale : anglais
- Format : couleur
- Genre : blaxploitation
- Durée : 90 minutes
- Dates de sortie :
  - États-Unis : 2 octobre 1976

## Distribution
- Rudy Ray Moore (VF : Laurent Hilling) : Dolemite
- Lady Reed : Queen Bee
- Jimmy Lynch : M. Motion
- Sir Lady Java : herself[1]
- Gloria Delaney : Hurricane Annie
- J.B. Baron : Shérif Beatty
- Ernie Hudson : Bo
- Jack Kelly : Capitaine Ryan